# Rue Vendôme
Die Rue Vendôme ist eine Straße im 6. und 3. Arrondissement von Lyon. Sie führt in Nord-Süd-Richtung von der Avenue de Grande Bretagne (6. Arrondissement) entlang der Rhône zum Cours Gambetta (3. Arrondissement), wobei sie den Place Guichard überquert.

## Geschichte
Die Straße wurde zu Beginn des 19. Jh. angelegt und in das von Jean-Antoine Morand für Brotteaux im 18. Jh. angelegte Schachbrettmuster eingebettet; sie wurde 1835 eröffnet. Bis 1855 wurde der erste Teil der Straße (im Norden des Cours Franklin Roosevelt, damals noch Cours Morand) Rue de Grammond genannt, zu Ehren von Luc Urbain du Bouëxic de Guichen. Sie wurde umbenannt in Rue des Martyrs, weil dort während der Ereignisse von 1793 Menschen ermordet wurden. 1939 wurde ein Teil der Straße zur Rue Jean-Marie Chavant.
Der nördliche Teil der Straße wurde am Ende des 18. Jh. durch den Architekten Jean-Antoine Morand entworfen und 1848 vollendet, dann 1857 unter dem Präfekten Claude-Marius Vaïsse nach Süden verlängert. Mehrere Häuser in der Straße wurden von folgenden Architekten gebaut: Journoud, Lablatinière, Prosper Bissuel und Felix Bellemain. 1881 ließ sich der große Orgelbauer, Merklin et Cie, im Haus Nr. 11 nieder. Auch der Zeichner Pierre-Marie Mortamais wohnte 1895 in der Straße.

## Besondere Einrichtungen
In der Straße haben verschiedene Vereinigungen ihren Sitz:
- Eine Kirche der Siebenten-Tags-Adventisten
- Konsulate von Schweden, Malta und Italien
- Geschäfte für Lebensmittel und Einrichtungen (Möbel)
- Schulen
- Restaurants
- Eine Bibliothek für Familien- und Ahnenforschung
- Ein Zentrum der anonymen Alkoholiker
- Arztpraxen und Büros von Anwälten

## Architektur
Die Straße beginnt mit Reihenhäusern, verengt sich bis zum Platz Puvis und endet dann mit drei einstöckigen und einigen Mittelklassenhäusern aus dem 19. Jh. Nach der Erlöserkirche stehen einige fünfstöckige Häuser aus dem 19. Jh. mit reich verzierten und schmiedeeisernen Balkonen. Nach der Rue de Sèze wird die Straße sehr breit, von Bäumen begrenzt und die Fassaden der Gebäude sind mit Skulpturen verziert. Danach wird die Architektur wieder einfacher mit Häusern aus allen Epochen. Ein Haus ist mit rötlichen Ziegeln gedeckt. Am Balkon von Haus Nr. 280 kann man eine eiserne Harfe entdecken.